# AWG Wuppertal
Die AWG Abfallwirtschaftsgesellschaft mbH Wuppertal, kurz AWG, ist ein kommunales Unternehmen der Abfall- und Entsorgungswirtschaft in der nordrhein-westfälischen Stadt Wuppertal.

## Unternehmen
Die Gesellschafter der AWG sind die WSW Wuppertaler Stadtwerke GmbH, die Stadtwerke Remscheid GmbH, die BVG Beteiligungsverwaltungsgesellschaft der Stadt Velbert mbH sowie die Städte Wuppertal und Remscheid. Die Stadt Wuppertal hat die AWG im Rahmen eines langfristigen Entsorgungsvertrages mit der Sammlung, Beförderung, Verwertung und Beseitigung andienungspflichtiger Abfälle beauftragt. Teile dieses Entsorgungsauftrages sind seit dem Jahr 2002 auf den öffentlichen Entsorgungszweckverband EKOCity übergegangen, der sich zur Erfüllung seines Entsorgungsauftrages u. a. der AWG und ihrer Verbrennungskapazitäten bedient. Zu den wesentlichen Aufgaben der AWG gehören somit die Abfall- und Wertstoffsammlung in Wuppertal sowie die Abfallentsorgung in ihrer Thermischen Abfallbehandlungsanlage (TAB) für rund 1,5 Millionen Bürger im Gebiet des Abfallwirtschaftsverbandes EKOCity und zahlreiche Gewerbebetriebe aus der Region. Sie ist ein zertifizierter Entsorgungsfachbetrieb.

## Geschäftsfelder

### Thermische Abfallbehandlungsanlage
Die Thermische Abfallbehandlungsanlage (TAB) der AWG Abfallwirtschaftsgesellschaft mbH Wuppertal spielt eine zentrale Rolle in der Abfallentsorgung und Energieversorgung in Wuppertal. Jährlich werden in der Anlage am Betriebsstandort Korzert etwa 415.000 Tonnen Abfälle, hauptsächlich kommunale Abfälle aus der Restmülltonne thermisch verwertet. Die in der TAB erzeugte Energie wird in einem Kraft-Wärme-Kopplungsprozess (KWK) genutzt. Dabei wird sowohl Fernwärme produziert, die in das Fernwärmenetz der Wuppertaler Stadtwerke (WSW) eingespeist wird, als auch Strom erzeugt, der in das lokale Stromnetz der WSW abgeführt wird. Den bei der thermischen Behandlung des Restmülls im modernen Müllheizkraftwerk erzeugten Strom nutzt die AWG auch für die Produktion von Wasserstoff.

### Abfallsammlung und -transport

#### Müllabfuhr
Die Stadt Wuppertal ist als sogenannter „öffentlich-rechtlicher Entsorgungsträger“ (örE) gesetzlich verpflichtet, die in ihrem Gebiet anfallenden Abfälle zu verwerten oder zu beseitigen. Diese Aufgabe hat sie an die AWG übertragen.
Die AWG erledigt das Einsammeln, Transportieren und Entsorgen der Abfälle. Sie stellt Müllgefäße für Restmüll, Verpackungsmüll (LVP), Papier und Biomüll zur Verfügung und sorgt für deren regelmäßige Leerung. Darüber hinaus kümmert sie sich um Depotcontainer für Altglas, Altpapier und Altkleider, die im Stadtgebiet aufgestellt sind, sowie um die Sperrmüllabfuhr, das Einsammeln von Elektronikschrott und die Abholung ausgedienter Elektro-Großgeräte.

#### Recyclinghöfe und Schadstoffsammlung
Die AWG betreibt in Wuppertal vier Recyclinghöfe. Standorte sind Bornberg, Giebel, Widukindstraße und Korzerter Straße. Auf den Recyclinghöfen können Privathaushalte unter anderem Grünschnitt, Sperrmüll, Bauschutt, Altpapier, Elektrogeräte und Metallschrott entsorgen. An den Standorten Widukindstraße und Bornberg bietet die AWG stationäre Annahmestellen für schadstoffhaltige Abfälle aus Privathaushalten an. Außerdem setzt die AWG auf Wuppertaler Stadtgebiet ihr Schadstoffmobil ein.

#### Depotcontainer
Die AWG stellt auf Wuppertaler Stadtgebiet 450 Standorte mit 2.500 Depotcontainern bereit. Diese Container dienen der Sammlung von Altglas, Altpapier, kleinen Elektrogeräten und Altkleidern.

### WVW Wertstoffverwertung Wuppertal GmbH
Die Wertstoffverwertung Wuppertal GmbH (WVW) ist eine im Jahr 2003 gegründete 100-prozentige Tochtergesellschaft der AWG und betreibt am Standort Korzert eine Rostascheaufbereitungsanlage. Die WVW behandelt die bei der thermischen Abfallbehandlung in der TAB anfallende Rostasche. In der Aufbereitungsanlage werden unter anderem Metalle wie Eisen, Kupfer und Aluminium extrahiert. Die Rostasche enthält bis zu 10 Prozent wiederverwertbare Wertstoffe, die anschließend als Sekundärrohstoffe vermarktet werden.
Jährlich werden rund 9.000 Tonnen Eisenmetalle und 3.000 Tonnen Nichteisenmetalle aus der Rostasche gewonnen. Diese Rückgewinnung spart Primärressourcen, Energie und CO2-Emissionen ein. Insgesamt tragen die Prozesse der WVW zu einer durchschnittlichen CO2-Einsparung von 45.000 Tonnen pro Jahr bei.

### BRA Bodenrecyclinganlage Wuppertal GmbH
Die Bodenrecyclinganlage am Westring in Vohwinkel ist ein gemeinsames Projekt der AWG und der WSW Energie & Wasser AG. Baustart war 2023. In der Anlage wird Bodenaushub, der auf Baustellen der WSW in Wuppertal anfällt, aufbereitet. Durch die Wiederverwendung des Bodenaushubs werden umweltbelastende Entsorgungsfahrten zu entfernt liegenden Deponien vermieden. Dies führt zu einer Minderung der CO2-Emissionen und reduziert den Bedarf an Primärrohstoffen aus Steinbrüchen. Die Wuppertaler Bodenrecyclinganlage (BRA) wurde am 5. Mai 2025 offiziell in Betrieb genommen.

## Geschichte
Im Jahre 1970 entschied der Wuppertaler Stadtrat sich zur Errichtung einer Müllverbrennungsanlage, da die Entsorgungskapazitäten innerhalb Wuppertals durch Mülldeponien sich erschöpften. Bauherrin der Müllverbrennungsanlage wurde die 1976 gegründete „MVA Wuppertal GmbH“, an der die Stadt Wuppertal zu 75 % und die Stadt Remscheid zu 25 % beteiligt war. Im gleichen Jahr wurde die 126 Mio. Deutsche Mark teure Anlage eingeweiht. 1990 wurde das Unternehmen in AWG Abfallwirtschaftsgesellschaft mbH Wuppertal umbenannt.
Mit der Umstellung des lokalen Müllsystems 1983 – die privaten metallischen Müll- und Ascheneimer wurden durch kostenfreie Müllgroßbehälter aus Plastik ersetzt, zudem wurde fortan eine Müllgebühr je Einwohner erhoben – erreichte auch das Müllheizkraftwerk seine Kapazitätsgrenze, sodass ab 1988 ein städteübergreifendes Abfallwirtschaftskonzept im Bergischen Städtedreieck forciert wurde. Seither wurden Recycling-Center errichtet, eine Sperrmüllabfuhr eingerichtet und mehr Sensibilität für verwertbare Rohstoffe wie Glas oder Papier erzeugt. Mit Gründung des Unternehmens Duales System Deutschland wurden zudem viele Müllgroßbehälter in Haushalten gegen die bis heute üblichen kleineren Plastik-Mülltonnen ersetzt. Im gleichen Zeitraum begann auch die Sammlung von Altglas, Metallen, Schadstoffen, Elektrogeräten, Weihnachtsbäumen und Bioabfällen.
Mitte der 1990er verkauften die Städte Wuppertal und Remscheid ihre Anteile an der AWG an ihre jeweiligen lokalen Stadtwerke. 1997 traten die Wuppertaler Stadtwerke 4,5 % der Anteile an die Stadtwerke Velbert ab. 1999 wurde ein Vertrag zwischen der AWG und dem US-amerikanischen „AWG Leasing-Trust“ geschlossen. Durch das Leasing der AWG an amerikanische Unternehmen wurden amerikanische Steuergesetze genutzt, die der AWG 38,5 Mio. DM einbrachten und den Verbraucher somit vor einer starken Gebührensteigerung bewahrten, die durch steigende Umweltstandards notwendig geworden wäre.
Seit 2002 erfolgt die Abfallverwertung und -beseitigung über den abfallwirtschaftlichen Zweckverband EKOCity, dem die Städte Wuppertal, Remscheid, Bochum und Herne, der Regionalverband Ruhr, der Kreis Recklinghausen sowie der Ennepe-Ruhr-Kreis angehören. In diesem Verband sind neben der AWG auch die AGR Abfallentsorgungs-Gesellschaft Ruhrgebiet sowie der USB Umweltservice Bochum organisiert.
Zum 1. Juli 2016 übernahm der bisherige Abteilungsleiter Abfallwirtschaft Martin Bickenbach die Geschäftsführung der AWG von Wolfgang Herkenberg.
2018 wurde das erweiterte Fernwärmenetz in Betrieb genommen, was gleichzeitig die Stilllegung des Kohlekraftwerks Elberfeld ermöglichte. 2019 wurden die AWG und die Wuppertaler Stadtwerke (WSW) für ihr gemeinsames Projekt zur Nutzung von Wasserstoff mit dem Stadtwerke-Award des Verbands kommunaler Unternehmen (VKU) ausgezeichnet.
2020 begann die Betankung von WSW-Linienbussen mit Wasserstoff am AWG-Betriebsstandort Korzert, ein weiterer Schritt in Richtung klimafreundlicher Mobilität. 2021 wurde mit der Eröffnung des Recyclinghofs an der Widukindstraße die Zusammenlegung der bisherigen Recyclinghof-Standorte Münzstraße und Badische Straße abgeschlossen.
Im Jahr 2022 begann der Neubau des Kessels 15 in der Thermischen Abfallbehandlungsanlage (TAB) am Standort Korzert. Zum 1. Juli 2023 trat Sascha Grabowski die Nachfolge von Martin Bickenbach als kaufmännischer Geschäftsführer der AWG an. Im gleichen Jahr wurde der Elektrolyseur zur Wasserstoffgewinnung am Standort Korzert modernisiert und neu aufgebaut.
2024 erfolgte die Inbetriebnahme des neuen Kessels 15 sowie die Installation einer Photovoltaikanlage auf dem Kesseldach der TAB am Betriebsstandort Korzert. Im selben Jahr stellte die AWG zudem ihre Sparte Autorecycling ein. Zum 1. Juli 2024 übernahm Olaf Schmidt die Position des technischen Geschäftsführers der AWG als Nachfolger von Conrad Tschersich.
2025 wurde die neue Bodenrecyclinganlage (BRA) im Stadtteil Vohwinkel eröffnet.

## Beteiligungen

### Wertstoff Logistik
Seit 2004 ist die AWG an der WLG Wertstoff Logistik GmbH gemeinsam mit einem mittelständischen Privatentsorger beteiligt. Das Unternehmen befasst sich mit der Sammlung und dem Transport von Abfällen und Wertstoffen.

### Wertstoff Verwertung Wuppertal
Die WVW Wertstoffverwertung Wuppertal GmbH wurde 2003 als hundertprozentige Tochter der AWG gegründet und erbringt vorrangig logistische und personelle Dienstleistungen im Zusammenhang mit der Sammlung und dem Transport von Abfällen und Wertstoffen sowie der Aufbereitung und Verwertung von Abfällen im Gebiet der Gesellschafter der AWG.

### Wuppertal Marketing
Die AWG ist eines von 26 Gründungsmitgliedern und Gesellschafter der 2005 gegründeten Wuppertal Marketing GmbH.

## Engagement
Die AWG verleiht für Veranstaltungen seit einigen Jahren kostenfrei Hüpfburgen an Schulen, Kindertageseinrichtungen und Sportvereine. Im Zoo Wuppertal hat die AWG seit 2003 die Patenschaft für den Elefanten Numbi übernommen.